# Ruellieae
Ruellieae, tribus u porodici primogovki, dio potporodice Acanthoideae. Postoji tridesetak rodova unutar 11 podtribusa (10 imenovanih).

## Rodovi
1. Tribus Ruellieae Dumort.
  1. Subtribus Erantheminae Nees
    1. Brunoniella Bremek. (6 spp.)
    2. Leptosiphonium F. Muell. (10 spp.)
    3. Pararuellia Bremek. & Nann.-Bremek. (11 spp.)
    4. Eranthemum L. (22 spp.)
    5. Kosmosiphon Lindau (1 sp.)

  2. Subtribus Dinteracanthinae E.A.Tripp & I.Darbysh.
    1. Dinteracanthus C.B.Clarke ex Schinz (4 spp.)

  3. Subtribus Ruelliinae Nees
    1. Dischistocalyx T.Anderson ex Benth. (12 spp.)
    2. Satanocrater Schweinf. (4 spp.)
    3. Acanthopale C.B.Clarke (12 spp.)
    4. Ruellia Plum. ex L. (389 spp.)
    5. Calacanthus T.Anderson ex Benth. (1 sp.)

  4. Subtribus Trichantherinae Benth. & Hook.f.
    1. Louteridium S. Watson (11 spp.)
    2. Bravaisia DC. (3 spp.)
    3. Trichanthera Kunth (2 spp.)
    4. Trichosanchezia Mildbr. (1 sp.)
    5. Sanchezia Ruiz & Pav. (46 spp.)
    6. Suessenguthia Merxm. (8 spp.)

  5. Subtribus Strobilanthinae T.Anderson
    1. Strobilanthes Blume (458 spp.)
    2. Hemigraphis Nees (20 spp.)

  6. Subtribus Hygrophilinae Nees
    1. Hygrophila R. Br. (75 spp.)
    2. Brillantaisia Beauverd (15 spp.)

  7. Subtribus Petalidiinae Benth. & Hook.f.
    1. Strobilanthopsis S. Moore (1 sp.)
    2. Dyschoriste Nees (96 spp.)
    3. Echinacanthus Nees (4 spp.)
    4. Petalidium Nees (43 spp.)
    5. Duosperma Dayton (26 spp.)
    6. Ruelliopsis C.B.Clarke (1 sp.)

  8. Subtribus Mcdadeinae E.A.Tripp & I.Darbysh.
    1. Mcdadea E.A.Tripp & I.Darbysh. (1 sp.)

  9. Subtribus Phaulopsidinae E.A.Tripp & I.Darbysh.
    1. Phaulopsis Willd. (22 spp.)

  10. Subtribus Mimulopsidinae E. A. Tripp
    1. Eremomastax Lindau (1 sp.)
    2. Heteradelphia Lindau (2 spp.)
    3. Mellera S. Moore (7 spp.)
    4. Mimulopsis Schweinf. (20 spp.)

  11. Subtribus Ruellieae incertae sedis
    1. Stenothyrsus C.B.Clarke (1 sp.)
    2. Xylacanthus Aver. & K.S.Nguyen (1 sp.)
    3. Diceratotheca J.R.I. Wood & Scotland (1 sp.)
    4. Pseudosiphonium Tripp et al. (1 sp.)